# Lôh-Djiboua
Lô-Djiboua és una de les 31 regions de Costa d'Ivori. Juntament amb la regió de Gôh conformen el Districte de Gôh-Djiboua. La ciutat de Divo n'és la capital. Segons el pre-cens de 2015 té 729.169 habitants

## Situació geogràfica
Lô-Djiboua està situada al sud del centre de Costa d'Ivori. És veïna amb Grans Ponts i Gbokle, que estan al sud, amb el de Nawa, a l'oest, el de Gôh, que està a l'oest i al nord i amb Agneby-Tiassa, que està situat a l'est.
Divo, la seva capital, està a 185 km al nord-oest d'Abidjan, a 85 km al sud-et de Gagnoa, a 137 km al sud de Yamoussoukro i a 138 km a l'oest d'Agboville.
A nivell intern, Divo té a 40 km a l'oest la ciutat de Lakota i a 42 km al sud hi té la ciutat de Guitry.

## Subdivisió administrativa
La regió de Lô-Djiboua està subdividida en els següents departaments i municipis:
- Departament de Divo - 380.220 habitants
  - Chiepo - 31.006
  - Didoko - 21.660
  - Divo - 179.455
  - Hiré - 50.357
  - Nebo - 18.673
  - Ougoudou - 54.075
  - Zego - 24.994
- Departament de Guitry
  - Dairo-Didizo - 47.344
  - Guitry - 53.296
  - Lauzoua - 23.348
  - Yocoboue - 22.760
- Departament de Lakota - 202.201
  - Djidji - 12.375
  - Gagore - 15.011
  - Goudouko - 26.641
  - Lakota - 77.223
  - Niambézaaria - 61.253
  - Zikisso - 9.698

## Cultura
Una de les llengües pròpies del departament de Divo és el dida, una llengua kru.

### Etnologia
Els grups humans autòctons de la regió són grups Krus: el dides (a Fresco, Divo, Guitry i Hiré), els godiés (a Fresco) i el grup minoritari dels egües (a Divo i Guitry). A més a més, hi ha molts pobladors al·lòctons com baules, malinkes, senufos, wés i betés, a banda d'estrangers com burkinesos, malians, nigerians, guineans o nigerins.
- - Els avikams, que tenen com a llengua materna l'avikam, viuen a l'oest de la Llacuna Tagbo.[8]
  - Els egües, que tenen com a llengua materna l'ega, viuen al cantó de Diés, a prop de Gly.

## Infraestructures i transports
La A2 és la carretera principal de la regió. Aquesta travessa Divo des de Gagnoa, a l'oest fins a Agboville, a l'est.
L'aeroport de Divo té el codi IATA DIV.